# Aurlus Mabélé
Aurélien Miatsonama, también conocido como Aurlus Mabélé (Brazzaville, Congo, 26 de octubre de 1953-París, 19 de marzo de 2020), fue un cantante y compositor congoleño. Se le conocía como «el Rey del soukous». 

## Biografía
Aurlus Mabélé nació el 26 de octubre de 1953 en Brazzaville, en el distrito de Poto-Poto de la República del Congo.
En 1974, junto con sus compañeros como Jean Baron, Pedro Wapechkado y Mav Cacharel, fundó el grupo Les Ndimbola Lokole.
Se fue para perfeccionar sus habilidades en Europa y fundó en 1986 con Diblo Dibala y Mav Cacharel, el grupo Loketo. Luego crea su música es precisamente soukous del que será proclamado "rey", de ahí el lema "es Aurlus Mabele, el nuevo rey del soukous".
En veinticinco años de carrera, vendió más de diez millones de álbumes en todo el mundo, ayudando a dar a conocer el soukous fuera de los límites del continente africano.
Sufriendo un derrame cerebral durante cinco años, organizó con el grupo Loketo conciertos exitosos en las Antillas entre mayo y junio de 2009.[cita requerida]
Acompañado por guitarristas talentosos, llegó a ser muy popular en África en la década de los 70 y 80 con sus típicos ritmos soukous en canciones como «Africa mousso», «La femme ivoirienne», «Embargo», «Betty», «Asta De», «Evelyne», «Loketo».
Falleció a los 66 años el 19 de marzo de 2020, en un hospital de París, después de contraer el coronavirus.

## Discografía
- Dossier X 2000 (JPS Production)
- Compil two 1999 (DEBS Music)
- Compil one 1999 (DEBS Music)
- Tour de contrôle 1998 (JPS Production)
- Proteine 4 1998 (JIP)
- Best of Aurlus Mabele 1997 (Mélodie) CD 41044 2
- Quit Dit Mieux 1997 (Mélodie)